# Gatti Mézzi
I Gatti Mézzi /ˈmetːsi/ sono stati un gruppo musicale jazz e swing, formatosi a Pisa nel 2005.

## Storia del gruppo

### Gli esordi
I Gatti Mézzi nascono a Pisa nel 2005 da un'idea di Tommaso Novi e Francesco Bottai. Il loro tipo di musica è un insieme di jazz, swing e musica popolare e trae ispirazione dagli stili di Giorgio Gaber, Paolo Conte e Fred Buscaglione. Le loro canzoni parlano di Pisa, della sua storia e dei suoi abitanti con toni che vanno dall'irriverente al nostalgico.
Il loro nome significa "gatti fradici" e deriva dal detto pisano "roba da gatti mézzi" ("e" chiusa e zeta sorda, come in "tazza") che indica una situazione scabrosa e raccapricciante. Ma quel che vuole simboleggiare è l'immagine di due gatti fradici in un vicolo buio e sporco di Pisa, richiamando la città umile d'un tempo che va perdendosi nella modernità.
Le loro canzoni sono scritte in vernacolo pisano, sempre più influenzato dalla vicinanza con altre culture linguistiche: tratti tipici livornesi, fiorentini, ma anche lucchesi.
Nel 2006 esce il primo album autoprodotto del gruppo intitolato Anco alle puce ni viene la tosse.
Tra il 2006 e il 2007 si esibiscono principalmente nel territorio toscano. In questo periodo incontrano Matteo Consani e Matteo Anelli che si uniscono al gruppo. Da questa nuova formazione nasce il secondo album del gruppo, anch'esso autoprodotto, Amori e fortori. Iniziano una collaborazione col cantautore livornese Bobo Rondelli.
Nel 2007 vincono il premio Omaggio a Stefano Ronzani (nell'ambito Premio Ciampi) per i brani Tragedia dell'estate e La zuppa e 'r cacciucco. Nel 2008 partecipano al concorso MArteLive a Roma classificandosi al terzo posto.

### Struscionie la produzione con Sam
Nel febbraio 2009 esce Struscioni, il loro primo album non autoprodotto, su etichetta Sam, prodotto da Mirco Mencacci con la collaborazione di Andrea Ciacchini. Nello stesso anno partecipano a Musicultura e vincono il festival Barezzi Live 2009.
Nel maggio 2009 pubblicano per la Sam, L'elefante con le ali di farfalla, album registrato e mixato presso lo Studio SAM a Lari, allegato all'omonimo libro di favole per bambini, contenente una selezione di brani scritti e cantati dal gruppo in collaborazione con Bobo Rondelli con la partecipazione dagli attori della Compagnia Teatrale Scenica Frammenti.
Il 23 maggio 2010 duettano con gli Zen Circus in un concerto per la sensibilizzazione sulla prevenzione degli incendi boschivi. Il 2 giugno 2010 suonano al consolato italiano a Parigi.
Nell'estate 2010 iniziano una collaborazione con Andrea Kaemmerle per lo spettacolo teatrale comico/musicale Lisciami.
A novembre 2010 partecipano con Ascanio Celestini al brano Il Bidet e la Rivoluzione contenuto nel cd Sette x uno, nato dalla collaborazione di Bandabardò, Dario Fo e altri artisti, per una campagna di Save the Children.
Nell'aprile 2011 viene annunciata per il mese di giugno l'uscita del loro quarto album Berve fra le Berve, prodotto da Sam.
Nell'aprile 2013 esce Vestiti leggeri per Picicca Dischi/distribuzione Audioglobe
Dal novembre 2013 inizieranno un lungo tour in giro per l'Italia che li condurrà nei maggiori club della penisola. Nel febbraio 2014 si esibiranno fra Parigi e Bruxelles.

## Formazione
- Tommaso Novi - pianoforte, fischio, voce (2005-)
- Francesco Bottai - chitarra, voce (2005-)
- Matteo Consani - batteria (2006-)
- Matteo Anelli - contrabbasso (2006-2010) (in alcune occasioni, sostituisce Mirco Capecchi)
- Mirco Capecchi - contrabbasso (2010-)

## Discografia

### Album in studio
- 2006 – Anco alle puce ni viene la tosse (autoprodotto)
- 2007 – Amori e fortori (autoprodotto)
- 2009 – Struscioni (Sam)
- 2011 – Berve fra le berve (Sam)
- 2013 – Vestiti leggeri (Picicca Dischi)
- 2016 – Perché hanno sempre quella faccia (Picicca Dischi)

### Collaborazioni
- 2009 – L'elefante con le ali di farfalla (Sam, allegato all'omonimo libro[7])
- 2010 – Il Bidet e la Rivoluzione con Ascanio Celestini in Sette x uno